# 니트웨어

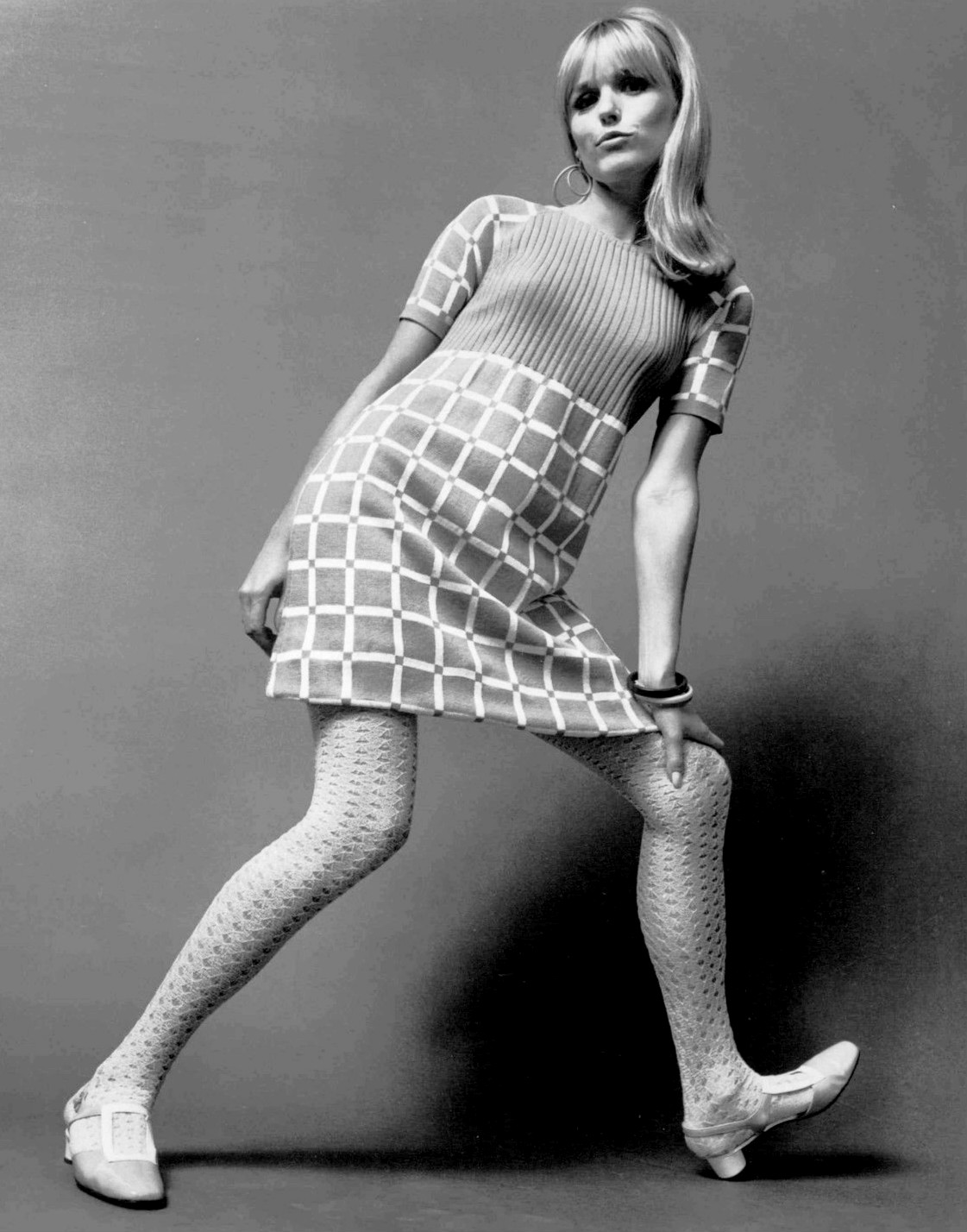
니트웨어를 입은 여성

편물(編物, knitted fabric)은 뜨개질로 만든 스웨터, 재킷, 코트 등을 일컫는 말이다. 신축성이 좋고 따뜻하고 부드럽다. 잘 구겨지지 않아 여행복, 실내복, 간편한 일상복으로 많이 이용된다.

## 같이 보기
- 뜨개질
- 편물기
- 저지 (피륙)